# Poker

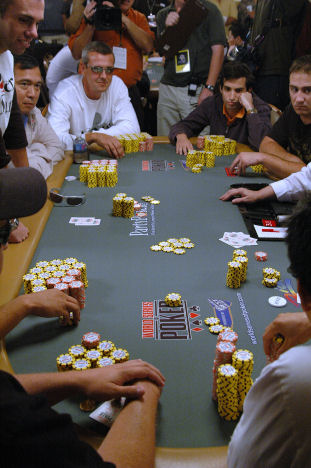

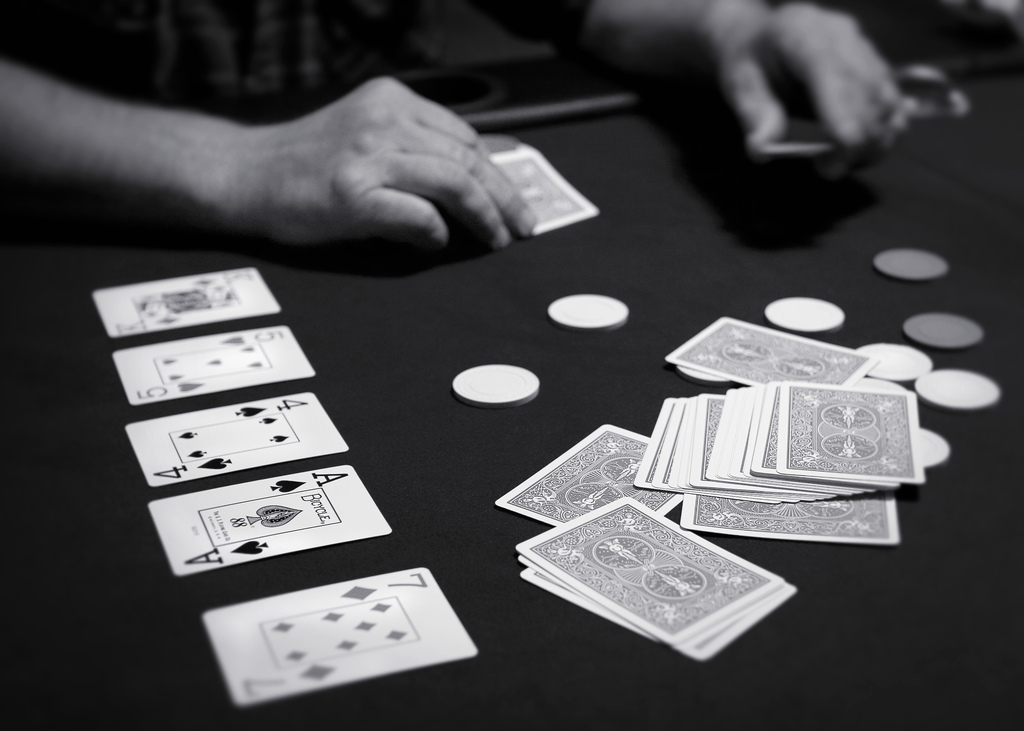
Un joc de Texas hold 'em în plină desfășurare. "Hold 'em" este în prezent cea mai populară formă de poker în special datorită prevalenței sale la concursurile televizate.

Poker-ul, numit și pocher, este un joc popular de cărți, unde proporția între noroc și strategia jocului (cacealma) este de 80/20 în favoarea strategiei, în care jucătorii mizează pe valoarea superioară a combinației de cărți ("mâna") aflată în posesia lor, pariind sume de bani pentru obținerea potului, adică a sumei puse în joc. 
Câștigător este jucătorul care deține mâna cu cea mai mare valoare în conformitate cu ierarhia cărților de joc, sau cel care rămâne cu cărțile în mână după ce toți ceilalți jucători au renunțat să joace turul respectiv.
Poker-ul are mai multe variante de joc, toate fiind însă similare. În funcție de varianta jucată, mâinile pot fi formate folosind cărți care sunt ascunse față de adversari sau dintr-o combinație de cărți ascunse și cărți arătate. 
Alte jocuri care folosesc sistemul de ierarhie a mâinilor de la poker sunt cunoscute tot sub numele de "poker." Poker-ul video este un joc pe calculator pentru un singur jucător care funcționează ca o Slot machine.

## Jocul de poker
Cea mai cunoscută variantă - în România - este probabil, cea în care se împart câte 5 cărți tuturor jucătorilor, fiecare jucător având dreptul să schimbe ulterior cel mult 3 cărți, în speranța formării unor formații câștigătoare. Pokerul (poker englez) este un joc de cărți al cărui scop este acela de a câștiga pariuri colectând cea mai înaltă mână de poker posibil folosind 4 (versiunea veche clasică), 2 sau 5 cărți sau obligând toți adversarii să înceteze participarea la joc.
Jocul de poker, a câștigat foarte multă popularitate în ultimii ani la nivel global și a devenit de la o activitate recreațională practicată de grupuri mici de persoane, o industrie în care se învârt milioane de dolari.
Odată cu anul 2005 a început să ia amploare și în România jocul de Texas Hold'em care acum a depășit ca popularitate varianta clasică cu cinci cărți care mai este populară doar în rândul persoanelor mai în vârstă. 

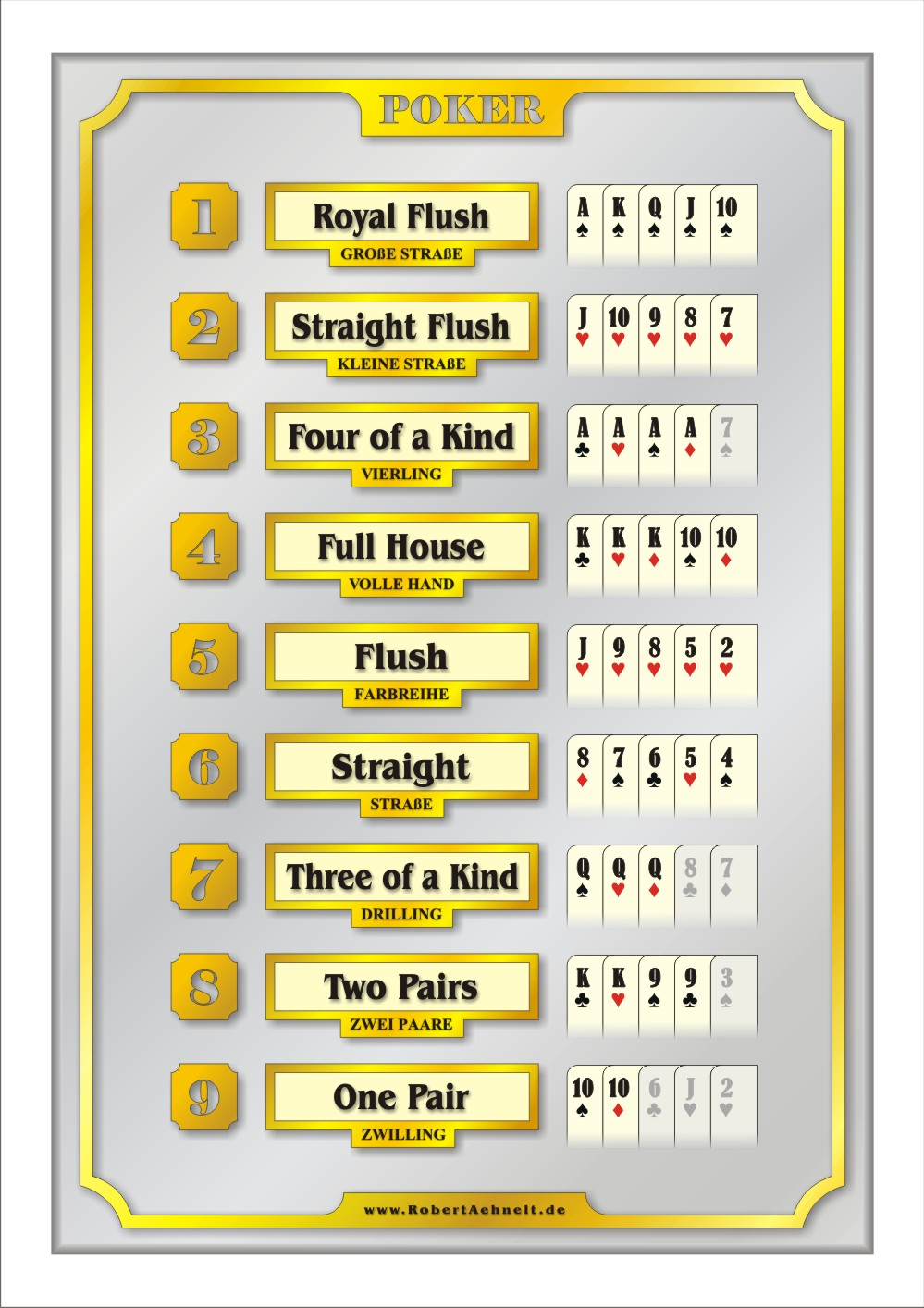

Formațiile de cărți câștigătoare sunt, în ordine crescătoare: 
- o pereche (două cărți la fel, ex: 2 ași);
- 2 perechi;
- 3 cuie (brelan) (ex: 3 valeți);
- quintă (cărțile să fie în ordine crescătoare, ex: 10, J, Q, K, A);
- culoare (toate cărțile să fie de aceeași culoare, ex: cupă);
- full house (3 de un fel și 2 de un alt fel);
- careu (4 cărți de același fel, ex.: 4 de 10);
- chintă mică (cărțile în ordine crescătoare, dar și de aceeasi culoare;)
- chintă mare (roială) (cărțile să fie în ordine crescătoare, de aceeași culoare, de la 10 la A).

Dacă niciun jucător de la masă nu are o astfel de formație, câștigă cel cu cartea cea mai mare.
Alt aspect specific acestui joc este cacealmaua. Se spune că un jucător bun de poker nu are nevoie de un noroc excepțional pentru a câștiga, deoarece îi poate analiza pe ceilalți jucători de la masă și își poate da seama cine are cărți bune și cine nu, drept care poate supralicita sau se poate retrage, judecându-și mai degrabă adversarii decât propriul succes, de a fi obținut o mână de calitate.

## Variante de poker

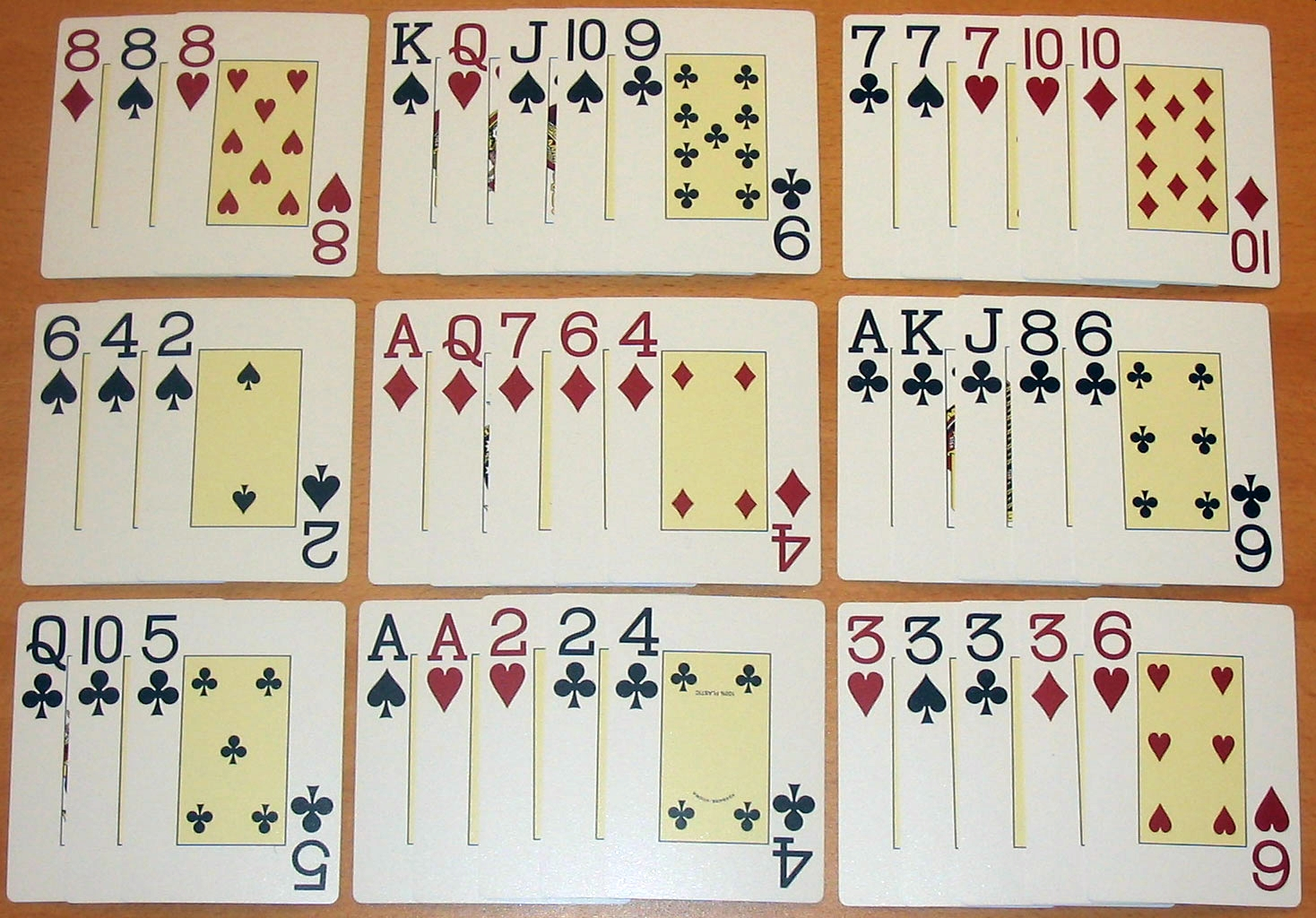
Poker Chinezesc

- Jocuri cu cărți comune - o parte din cărți este comună și vizibilă pentru toți jucătorii, iar o parte este privată și invizibilă pentru ceilalți jucători: 
  - Texas Hold'em
  - Seven-Card Stud
  - Omaha
  - 2-7 Triple Draw
  - Poker Chinezesc
  - altele
- Jocuri cu cărți numai private dintre care unele sunt vizibile, jocuri numite studs:
  - Stud cu cinci cărți
  - Stud cu șapte cărți
  - Nullot
  - altele
- Jocuri cu cărți numai private, niciuna vizibilă pentru jucătorii adverși (poker închis):
  - Poker închis - variante cu 52, 36, 24 cărți
  - Nullot închis
  - Badugi
  - altele

## Dicționar de poker
- Intrare (eng. buy-In) – Suma de bani necesară pentru a lua parte la un turneu. Termenul este folosit și cu referire la banii necesari pentru a putea să te așezi la o masă de poker.
- Ante – Suma de bani pusă în joc de fiecare om de la masă pentru a începe jocul. Nu se practică în jocurile cu blind-uri, și este considerată un pariu, fiind doar jumătate din pariul minim. Scopul este de a stimula pe toată lumea să rămână în joc, pentru a nu pierde ante-ul deja dat.
- Blind (pariu forțat/minim)  – Primele două pariuri făcute de jucătorii de pe pozițiile de blind. Poartă acest nume pentru că cei doi sunt forțați să parieze jumătate din pariul minim (blindul mic) și pariul minim întreg (blindul mare) înainte de a fi primit măcar o carte.
- Straddle – Un pariu voluntar egal cu big-blindul plasat înainte odată cu blindurile, înainte de a primi cărți care oferă privilegiul ultimei acțiuni de pariere. Se practică predominant în jocuri de tip cashgame, iar regulile atașate de acest tip de pariu pot varia.
- Sec (eng. call) – Simpla completare a pariului deja făcut pentru a egala pariul unui jucător dinaintea ta.
- Pas (eng. check) — Simpla rămânere în joc, fără a paria (este posibilă doar atunci când jucătorii anteriori nu au plusat la rândul lor)
- A plusa — A ridica pariul anterior
- A se arunca — A refuza plătirea pariului făcut de jucătorii anteriori
- Pot (sau family-pot)– Numele potului „sănătos” în care au contribuit absolut toți jucătorii de la masă.
- Bump/Kick  – Termen folosit uneori pentru pariuri mici
- Limp – Plasarea unui pariu minim sau a unui call pentru pariul precedent. Se folosește și în legătură cu small blind-ul în momentul în care completează pariul minim pentru a intra în joc – "limping in".
- Stack – Numărul de chipuri pe care le ai în joc. Se spune ca un jucător este „short stacked” atunci când mai are puține chipuri dar și când nu are suficiente chipuri pentru a da call sau pentru a paria.